# Mayer Candelo
Mayer Andrés Candelo García (Cali, 20 febbraio 1977) è un ex calciatore colombiano, di ruolo centrocampista.

## Palmarès

### Club

#### Competizioni nazionali
- Campionato colombiano: 4

Deportivo Cali: 1996, 1998, 2005
Millonarios: 2012-II
- Copa Colombia: 1

Millonarios: 2011